# Валенсія-де-Алькантара
Валенсія-де-Алькантара (ісп. Valencia de Alcántara) — муніципалітет в Іспанії, у складі автономної спільноти Естремадура, у провінції Касерес. Населення — 6188 осіб (2010).

## Географія
Муніципалітет розташований на португальсько-іспанському кордоні.
Муніципалітет розташований на відстані близько 320 км на захід від Мадрида, 75 км на захід від Касереса.

## Історія
1267 року, за умовами Бадахоського договору між Португальським королівством та Кастильською Короною, Валенсія-де-Алькантара визнавалась володінням останньої.

## Парафії
На території муніципалітету розташовані такі населені пункти: (дані про населення за 2010 рік)
- Алькорнео: 60 осіб
- Ла-Асенья-де-ла-Боррега: 161 особа
- Лас-Касіньяс: 147 осіб
- Естасьйон-Феррокарріль: 108 осіб
- Ла-Фонтаньєра: 152 особи
- Лас-Уертас-де-Канса: 205 осіб
- Хола: 37 осіб
- Лас-Ланчуелас: 86 осіб
- Ель-Піно: 121 особа
- Сан-Педро-де-лос-Махарретес: 88 осіб
- Валенсія-де-Алькантара: 5023 особи

## Демографія
Динаміка населення (INE ):

## Відомі особистості
В поселенні народилась:
- Сорайя Арнелас (* 1982) — іспанська співачка.

## Галерея зображень

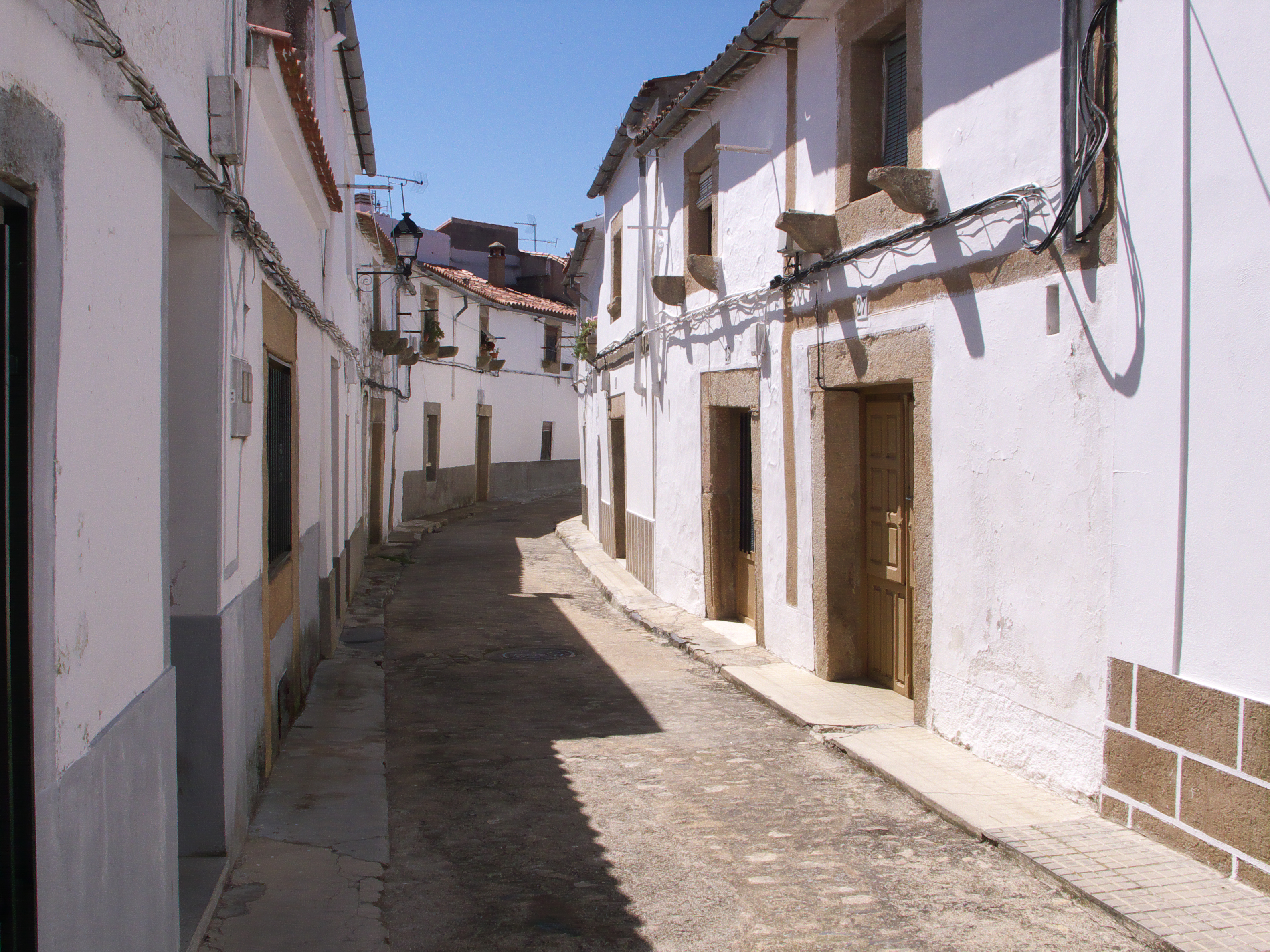
Валенсія-де-Алькантара, вулиця
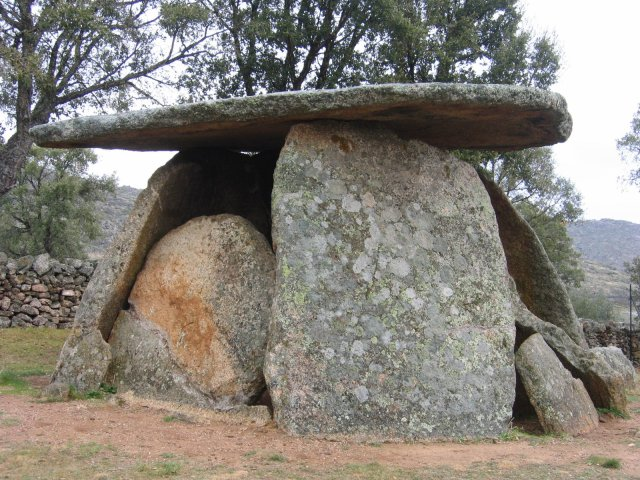
Дольмен, Валенсія-де-Алькантара